# Pinal de Amoles
Pinal de Amoles är en kommunhuvudort i Mexiko.   Den ligger i kommunen Pinal de Amoles och delstaten Querétaro Arteaga, i den centrala delen av landet, 200 km norr om huvudstaden Mexico City. Pinal de Amoles ligger 2 340 meter över havet och antalet invånare är 2 000.
Terrängen runt Pinal de Amoles är bergig västerut, men österut är den kuperad. Runt Pinal de Amoles är det ganska tätbefolkat, med 54 invånare per kvadratkilometer. Närmaste större samhälle är Jalpan, 18,5 km nordost om Pinal de Amoles. I omgivningarna runt Pinal de Amoles växer huvudsakligen savannskog.